# Comté de Linn (Missouri)
Pour les articles homonymes, voir Comté de Linn et Linn.
Le  comté de Linn est un comté du Missouri aux États-Unis.